# Charlestown (CDP, New Hampshire)
Charlestown CDP ist ein Census-designated place (CDP) in der Town of Charlestown im Sullivan County im US-Bundesstaat New Hampshire. Die Volkszählung von 2020 erfasste 1.078 Einwohner. Der CDP wurde im Jahr 2002 erstmals vom Census definiert. Er umfasst den Kernort der Town of Charlestown.

## Lage
Der Ort liegt bei den Koordinaten 43° 14' 7.57" Nord und 72° 25' 25.41" West auf einer Höhe von 118 Metern über dem Meeresspiegel am Ostufer des Connecticut Rivers. Die 2,6 km² große Fläche des Gebietes setzt sich zusammen aus 2,5 km² Land- und 0,1 km² Wasserfläche. Durch den Ort verlaufen die New Hampshire Route NH-12 sowie die Bahnstrecke Brattleboro–Windsor.